# あいはらひろゆき
あいはら ひろゆき（相原 博之、1961年10月1日 - 2022年6月27日）は、日本の絵本作家、エッセイスト。宮城県仙台市出身。早稲田大学第一文学部卒業。

## 人物
1961年宮城県仙台市生まれ。早稲田大学第一文学部卒業。代表作の『くまのがっこう』シリーズ（ブロンズ新社）は、シリーズ19作累計200万部を超え、フランス、韓国をはじめ海外でも刊行されている。
また、漢字の「相原博之」名義でキャラクター開発・プロデューサーとしても活動しており、バンダイキャラクター研究所所長→株式会社キャラ研代表取締役として絵本キャラクターとしての「くまのがっこう」のトータルプロデュースをはじめ、NHK-BSキャラクター「ななみちゃん」、YOSAKOIソーラン祭り公式キャラクター「ヨサコイチャピ」などの開発にも参加。キャラクター研究分野での活動も多く、2008年~2009年には東京大学大学院情報学環特任研究員にも就任している。
2015年株式会社サニーサイドを設立し代表取締役に就任。2020年、きくちゆうき原作の漫画作品『100日後に死ぬワニ』の絵本化を発表した。
2022年6月27日に死去。61歳没。

## 主な作品
- 「くまのがっこう」シリーズ（ブロンズ新社）
- 「くまのこミン」シリーズ（講談社）
- 「うさぎちゃんとゆきだるま」（教育画劇）
- 「フラニーとメラニー」シリーズ（[講談社）
- 「バクのあかちゃん」（教育画劇）
- 「てをつなご。」（教育画劇）
- 「またあえるよね」（教育画劇）
- 「キャラ化するニッポン」（講談社現代新書）- 「相原博之」名義
- 「りんちゃんとあおくん」シリーズ （ポプラ社）
- 「クローバーフレンズ」（角川書店）